# Paramonohystera biforma
Paramonohystera biforma är en rundmaskart som beskrevs av Christian Wieser 1956. Paramonohystera biforma ingår i släktet Paramonohystera och familjen Monhysteridae. Inga underarter finns listade i Catalogue of Life.